# Lista de decisiones de edición

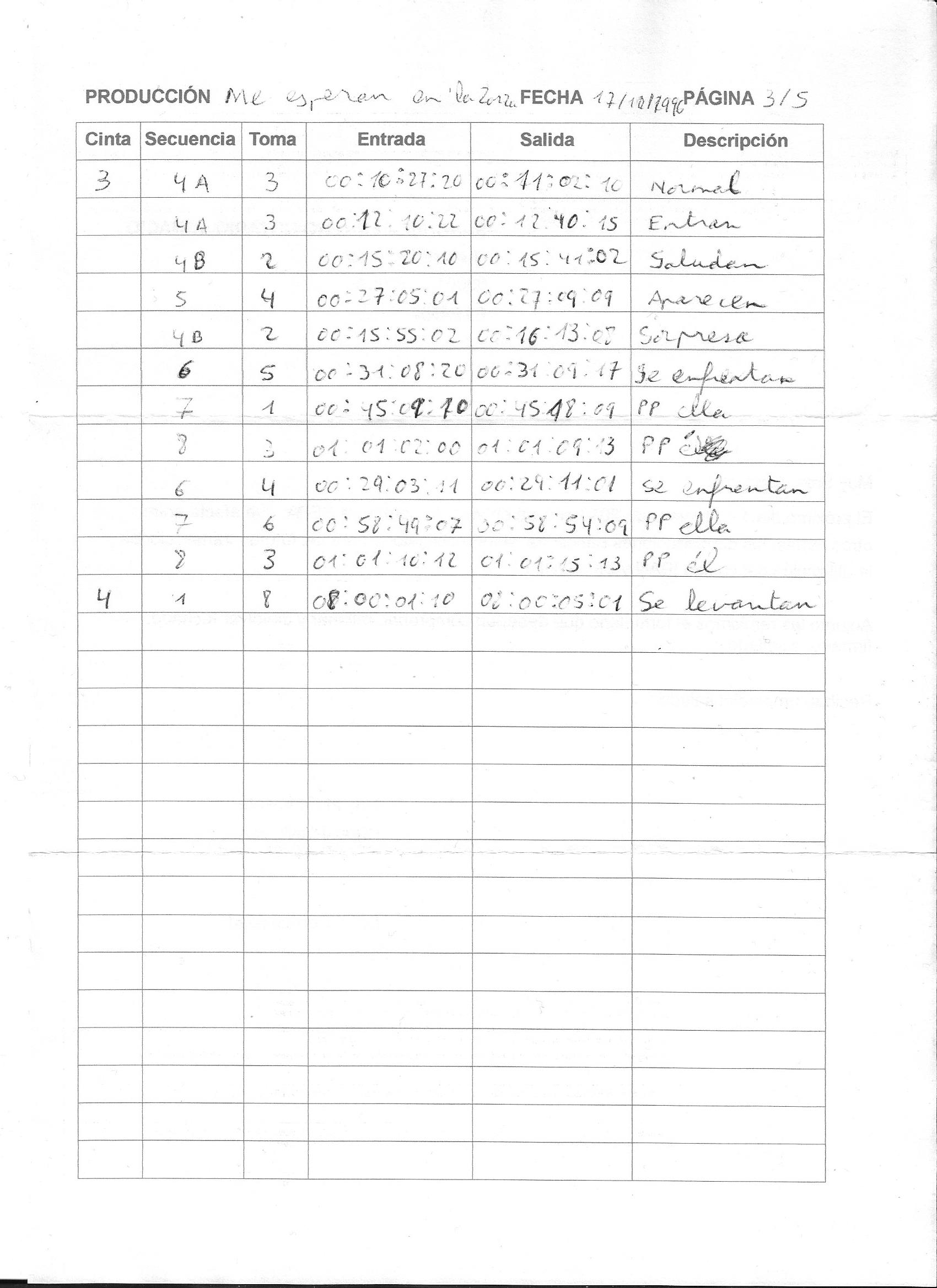
Una lista de decisiones de edición manual. Este formato se abandonó con la llegada de la pista con código de tiempo.

La lista de decisiones de edición (abreviada EDL por la expresión inglesa edit decision list) es una relación donde se indica la cinta, la hora, el minuto, el segundo y el cuadro de todos los puntos donde se ha decidido comenzar y terminar cada toma de una edición de vídeo. Es el equivalente a la lista de corte de negativo usada para montajes cinematográficos.
Se implantó definitivamente en la década de 1970 con la necesidad de llevar un producto muy acabado a la sala definitiva. Inicialmente las EDLs podían escribirse con lápiz en una hoja de papel, pero con la invención de las pistas con código de tiempo y la diversificación de la informática se fueron digitalizando y automatizando.
Llegaron a existir hasta cinco tipos, según las capacidades de la sala donde fueran a ser reproducidas y de la optimización del tiempo que se quisiera conseguir. Pero con la sustitución de las cintas y magnetoscopios por archivos y equipos informáticos solo queda uno, pero con tantos formatos como programas existen en el mercado.

## Origen
Thomas A.Ohanian (1996, p. 58 y siguientes) vincula la EDL a la división de la edición en dos fases, una previa u off-line y otra definitiva u en línea. Cuando nació la edición lineal de vídeo a finales de la década de 1960 y principios de la siguiente, los equipos con grandes prestaciones eran costosos de instalar y estaban muy demandados. Para ahorrar horas de alquiler, todas las decisiones sobre cintas, tomas, puntos de entrada, puntos de salida, etc deberían discutirse y adoptarse en una sala más rudimentaria y, sobre todo, más barata. De dicha sala se debería salir con una copia de visionado, el equivalente a un boceto, y una lista donde quedaran constatados y detallados todos los brutos de cámara que se utilizarían posteriormente. Todo con el objetivo de que ninguna decisión creativa y sus correspondientes pruebas se hicieran en la sala en línea. Así una EDL debería indicar, al menos, la cinta de donde proviene cada fragmento, la toma para sincronizarla con su audio respectivo, la hora, el minuto y el segundo donde comienza y termina cada toma, el cuadro vendría después. Otros datos que se podían añadir era la acción mostrada en las distintas secuencias, la cortinilla o el punto donde se grabaría dicho fragmento en la cinta master, cuando la tecnología empezó a permitirlo.
Las EDLs fueron cambiando para maximizar las posibilidades incorporadas por la tecnología. Al principio, cuando las cintas de vídeo no contaban con pista de código de tiempos y únicamente usaban pistas de control, eran simples anotaciones manuscritas y se utilizaban como ayuda para la edición en línea. En estos casos la copia de visionado se hacía imprescindible, de otra manera resultaba imposible identificar el cuadro escogido.
En la década de 1970 se fueron implantando los magnetoscopios capaces de grabar y leer códigos de tiempo en el estándar de la SMPTE. Estos códigos podían quedar anotados automáticamente cuando se ordenaba reproducir y grabar a los magnetoscopios. Gracias a esta precisión, los equipos de la sala off-line podían anotar los puntos elegidos en discos magnéticos de formatos cada vez más capaces y pequeño, hasta llegar al de 3 1/2" que continuó utilizándose incluso en tiempos de Internet. Con esta innovación la EDL se convirtió en un proceso automático, repetible cuantas veces se quisiera. La información de la EDL se cargaba en el lector de la sala en línea y su cerebro electrónico ponía en marcha los distintos VTRs reproductores y el grabador siguiendo las indicaciones almacenadas en el disco. Después se le podían añadir los efectos, las cortinillas y demás acabados imposibles de lograr con el equipamiento de la otra sala. Así quedaba terminado el máster de video. También era factible incluir primero las titulaciones y los efectos para grabar las tomas posteriormente. Dependía del modo de trabajo personal y de las posibilidades técnicas, según Ohanian (1996, p. 58 y siguientes).
La lista de decisiones de edición (EDL) fue desarrollada por CMX Corporation, alrededor de 1974, para usarse con el editor de vídeo  CMX 340, que editaba digitalmente un vídeo o una versión en vídeo de una película. Dieciocho meses después de su introducción, más del 90% de toda la edición de cintas de vídeo para ser transmitidas en televisión se realizaba en un sistema CMX.
A partir de la EDL creada por CMX Corporation varias empresas desarrollaron sus propias EDLs. Buscando solucionar el  problema que presentaba la diversidad de formatos, AVID presentó una solicitud de patente de EDL  para un “sistema basado en ordenador que genera una lista de decisiones de edición de vídeo”. En la patente que le fue concedida a AVID (US6016380A) se especifica que “la EDL es una lista formateada de los "eventos" de edición definidos durante una sesión de edición”. La EDL, por tanto, no ordena, sino que “ contiene todos los datos necesarios para describir de forma única cada evento”.

## Tipos
Cada tipo de lista digitales está enfocado a optimizar una función u otra. Existen hasta cinco según Ohanian (1996, p. 71 y siguientes):
La que más tiempo de sala en línea requería era la lista de tipo A. Esta grababa secuencialmente las tomas en la cinta master. Era posible y muy común que la primera toma estuviese al final de la cinta 5, por ejemplo, la segunda en el medio de la cinta 3, la tercera al principio de la cinta 5, la cuarta un poco antes de la mitad de la cinta 3. Por lo tanto, el equipo bobinaba el magnetoscopio con la cinta 5 hasta su posición y grababa el fragmento, después hacía lo mismo con el magnetoscopio que contuviese la cinta 3 y grababa su parte, seguidamente rebobinaba la cinta 5 hasta localizar el punto y lo grababa, continuaba volvía a mover la cinta 5 hasta el siguiente fragmento, y así hasta terminar. Este sistema funcionaba con cualquier tipo de magnetoscopio grabador porque no se producían roturas de pista en ningún momento.
Las EDL de tipo B trataban de optimizar el tiempo invertido por los reproductores. Así el magnetoscopio fuente con la primera toma arrancaba el primero y al terminar avanzaba al principio de la siguiente toma elegida que tuviese, fuese cual fuese. El magnetoscopio número 2 reproducía la primera suya y la grababa en el punto que correspondiera del master, que podía estar distante varios cuadros, segundos o incluso minutos de la otra grabación. Avanzaba a la siguiente toma y esperaba. No era un proceso continuo, muy al contrario, iba dejando espacios vacíos que se irían rellenando paulatinamente. Con este sistema se daba prioridad a las fuentes y se suprimía el tiempo que las máquinas estaban bobinando y rebobinando, era el grabador quien iba de un lado a otro. Este método ahorraba tiempo, pero requerían un sistema que pudiese insertar fragmentos sin dejar huella ninguna.
El tipo C también daba prioridad a las fuentes, pero ajustaba las grabaciones para que la máquina grabadora bobinara y rebobinara lo menos posible. Por consiguiente optimizaba en los dos tipos de máquinas, tanto a la hora de localizar los brutos de cámara, como a la hora de llegar al punto de grabación. También requería un equipo con capacidad de realizar insertos sin dejar huella.
Existían otros dos tipos de EDLs más minoritarios, el D y el E. El primero seguía las pautas del tipo A, pero dejaba los planos que requerían encadenados o fundidos para el final. Por su parte, el tipo E funcionaba de una forma similar al C, pero también reservando las transiciones que no fuesen por corte para el final. Todos estos tipos quedaron obsoletos al llegar la edición no lineal con acceso aleatorio. Esta podía exportar todas y cada una de las instrucciones, no solo los puntos de entrada y salida, sino también el tiempo que duraban los encadenados, los niveles de volumen, las titulaciones y un largo etcétera. Por su parte, la capacidad creciente de los procesadores y de los soportes de almacenamiento redujeron o incluso anularon el trabajo de localizar las imágenes fuentes. Pero la EDL se continuó utilizando en el siglo XXI cuando era necesario emplear una edición de vídeo para realizar pruebas y después aplicar lo decidido al montaje de cine. En este caso la EDL poseía el formato propio de cada marca, según Peláez (2006, p. 153).